# Југ Митић
Југ Митић (Београд, 7. јануар 1999) професионални је српски хокејаш на леду и члан репрезентације Србије.
Хокејашку каријеру започео је у сезони 2013/14. у дресу екипе Беостар, одакле је након две сезоне прешао у редове Црвене звезде.
Играо је за све узрасне селекције репрезентације Србије, а највеће успехе остварио је током 2019. када је са репрезентацијом до 20 година освојио прво место и пласман у виши ранг на првенству друге дивизије, где је и проглашен за најбољег голмана турнира. исте године дебитовао је и за сениорски тим на СП друге дивизије.